# Beatos Mártires escolapios de Peralta
Los Beatos Mártires escolapios de Peralta son los 5 escolapios de la Comunidad de Peralta de la Sal, martirizados y asesinados por milicianos anarquistas en el inicio de la Guerra Civil Española en la localidad oscense de Peralta de la Sal, diócesis de Barbastro, España. Los escolapios perdieron en el periodo (1936-1939) 204 religiosos de los que 30 pertenecián a la provincia escolapia de Aragón. Por otra parte, en la diócesis de Barbastro durante persecución religiosa durante la Guerra Civil Española, fue asesinado el 88% del clero. Fueron beatificados el 1 de octubre de 1995 por Juan Pablo II. Además de esos beatos, existen diversas causas de beatificación de religiosos escolapios pendientes.

## Lista de fallecidos
- Dionisio Pamplona Polo
- Manuel Segura López
- Faustino Oteiza Segura
- David Carlos de Vergara Marañón
- Florentín Felipe Naya

## Enlaces
- escolapios víctimas de la persecución religiosa
- Portal:Iglesia católica. Contenido relacionado con Iglesia católica.

- Datos: Q30062353